# Équipe du Pérou de football à la Copa América 1975
Cet article relate le parcours de l'équipe du Pérou à la Copa América 1975, édition itinérante qui a lieu du 17 juillet au 28 octobre 1975.
Les Péruviens remportent pour la deuxième fois le tournoi qui à compter de cette édition s'appelle officiellement Copa América (championnat sud-américain de football avant). Ce sacre vient couronner une génération exceptionnelle de joueurs péruviens (Teófilo Cubillas, César Cueto, Hugo Sotil, etc.) qui participeront à trois éditions de la Coupe du monde entre 1970 et 1982. 

## Résultats

### Premier tour
| Classement final |         |     |   |   |   |   |    |    |      |
|                  | Équipe  | Pts | J | G | N | P | BP | BC | Diff |
| 1                | Pérou   | 7   | 4 | 3 | 1 | 0 | 8  | 3  | +5   |
| 2                | Chili   | 3   | 4 | 1 | 1 | 2 | 7  | 6  | +1   |
| 3                | Bolivie | 2   | 4 | 1 | 0 | 3 | 3  | 9  | -6   |

| 17 juillet | Chili   | 1 | 1 | Pérou   |
| 27 juillet | Bolivie | 0 | 1 | Pérou   |
| 7 août     | Pérou   | 3 | 1 | Bolivie |
| 20 août    | Pérou   | 3 | 1 | Chili   |

| 17 juillet 1975 | Chili        | 1 – 1   | Pérou     | Estadio Nacional (Santiago)                         |                                                     |
|                 | Crisosto 10e | (1 - 0) | 72e Rojas | Spectateurs : 50 000 Arbitrage : Omar Delgado Gómez | Spectateurs : 50 000 Arbitrage : Omar Delgado Gómez |

| 27 juillet 1975 | Bolivie | 0 – 1   | Pérou       | Estadio Jesús Bermúdez (Oruro)                     |                                                    |
|                 |         | (0 - 1) | 17e Ramírez | Spectateurs : 18 000 Arbitrage : Alberto Ducatelli | Spectateurs : 18 000 Arbitrage : Alberto Ducatelli |

| 7 août 1975 | Pérou                                       | 3 – 1   | Bolivie          | Estadio Nacional (Lima)                               |                                                       |
|             | Ramírez 7e (pen.) · Cueto 26e · Oblitas 52e | (2 - 0) | 58e (pen.) Mezza | Spectateurs : 40 000 Arbitrage : Romualdo Arppi Filho | Spectateurs : 40 000 Arbitrage : Romualdo Arppi Filho |

| 20 août 1975 | Pérou                                 | 3 – 1   | Chili       | Estadio Alianza Lima (Lima)                           |                                                       |
|              | Rojas 3e · Oblitas 32e · Cubillas 39e | (3 - 0) | 76e Reinoso | Spectateurs : 40 000 Arbitrage : Juan José Fortunatto | Spectateurs : 40 000 Arbitrage : Juan José Fortunatto |

### Demi-finale

#### Match aller
| 30 septembre 1975 | Brésil             | 1 – 3 | Pérou                             | Mineirão (Belo Horizonte)                              |                                                        |
| | Roberto Batata 54e | (0 - 1) | 19e, 88e Casaretto · 82e Cubillas | Spectateurs : 25 000 Arbitrage : Miguel Ángel Comesaña | Spectateurs : 25 000 Arbitrage : Miguel Ángel Comesaña |
| Raul - Nelinho, Miguel ( Zé Carlos), Piazza, Getúlio - Vanderlei Paiva, Geraldo, Roberto Batata - Palhinha, Roberto Dinamite ( Reinaldo), Romeu | Équipes            | Sartor - Soria ( Navarro), Meléndez, Chumpitaz, Díaz - Ojeda, Quesada, Cubillas - Casaretto, Ramírez, Oblitas |                                   | Spectateurs : 25 000 Arbitrage : Miguel Ángel Comesaña | Spectateurs : 25 000 Arbitrage : Miguel Ángel Comesaña |

#### Match retour
| 4 octobre 1975 | Pérou   | 0 – 2 | Brésil                          | Estadio Alejandro Villanueva (Lima)                |                                                    |
| |         | (0 - 1) | 10e (csc) Meléndez · 61e Campos | Spectateurs : 55 000 Arbitrage : Arturo Ithurralde | Spectateurs : 55 000 Arbitrage : Arturo Ithurralde |
| Sartor - Soria, Meléndez, Chumpitaz, Díaz - Rojas, Quesada, Cubillas - Casaretto, Ramírez ( Ojeda), Oblitas ( Ruiz) | Équipes | Valdir Peres - Nelinho, Vantuir, Piazza, Getúlio - Vanderlei Paiva, Zé Carlos, Roberto Batata - Geraldo ( Palhinha), Campos ( Roberto Dinamite), Romeu |                                 | Spectateurs : 55 000 Arbitrage : Arturo Ithurralde | Spectateurs : 55 000 Arbitrage : Arturo Ithurralde |

### Finale

#### Match aller
| 16 octobre 1975                                                                                  | Colombie   | 1 – 0                                                                                            | Pérou | El Campín (Bogota)                                     |                                                        |
|                                                                                                  | Castro 38e | (1 - 0)                                                                                          |       | Spectateurs : 50 000 Arbitrage : Miguel Ángel Comesaña | Spectateurs : 50 000 Arbitrage : Miguel Ángel Comesaña |
| Zape - Segovia, Zárate, Escobar, Bolaño - Umaña, Retat, Calero - Lóndero, Rendón ( Díaz), Castro | Équipes    | Sartor - Soria, Meléndez, Chumpitaz, Díaz - Rojas, Quesada, Ojeda - Barbadillo, Ramírez, Oblitas |       | Spectateurs : 50 000 Arbitrage : Miguel Ángel Comesaña | Spectateurs : 50 000 Arbitrage : Miguel Ángel Comesaña |

#### Match retour
| 22 octobre 1975                                                                                          | Pérou                     | 2 – 0                                                                                      | Colombie | Estadio Nacional (Lima)                                |                                                        |
| | Oblitas 18e · Ramírez 44e | (2 - 0)                                                                                    |          | Spectateurs : 50 000 Arbitrage : Juan Silvagno Cavanna | Spectateurs : 50 000 Arbitrage : Juan Silvagno Cavanna |
| Sartor - Soria, Meléndez, Chumpitaz, Díaz - Rojas, Quesada, Ojeda - Barbadillo ( Ruiz), Ramírez, Oblitas | Équipes                   | Zape - Segovia, Zárate, Escobar, Bolaño - Umaña, Retat, Calero - Lóndero, Arboleda, Castro |          | Spectateurs : 50 000 Arbitrage : Juan Silvagno Cavanna | Spectateurs : 50 000 Arbitrage : Juan Silvagno Cavanna |

#### Match d'appui
| 28 octobre 1975                                                                                         | Pérou     | 1 – 0 | Colombie | Estadio Olímpico (Caracas, Venezuela)          |                                                |
| | Sotil 25e | (1 - 0) |          | Spectateurs : 30 000 Arbitrage : Ramón Barreto | Spectateurs : 30 000 Arbitrage : Ramón Barreto |
| Sartor - Soria, Meléndez, Chumpitaz, Díaz - Rojas ( Ramírez), Quesada, Ojeda - Cubillas, Sotil, Oblitas | Équipes   | Zape - Segovia, Zárate, Escobar, Bolaño - Umaña ( Retat), Ortiz, Calero - Campaz, Arboleda, Díaz ( Castro) |          | Spectateurs : 30 000 Arbitrage : Ramón Barreto | Spectateurs : 30 000 Arbitrage : Ramón Barreto |

| Copa América 1975 - Vainqueur Pérou 2e titre |

## Effectif
Source : www.rsssf.com.
- NB : Les âges sont calculés au début de la compétition, le 17 juillet 1975.